# Sint-Nicasiuskapel

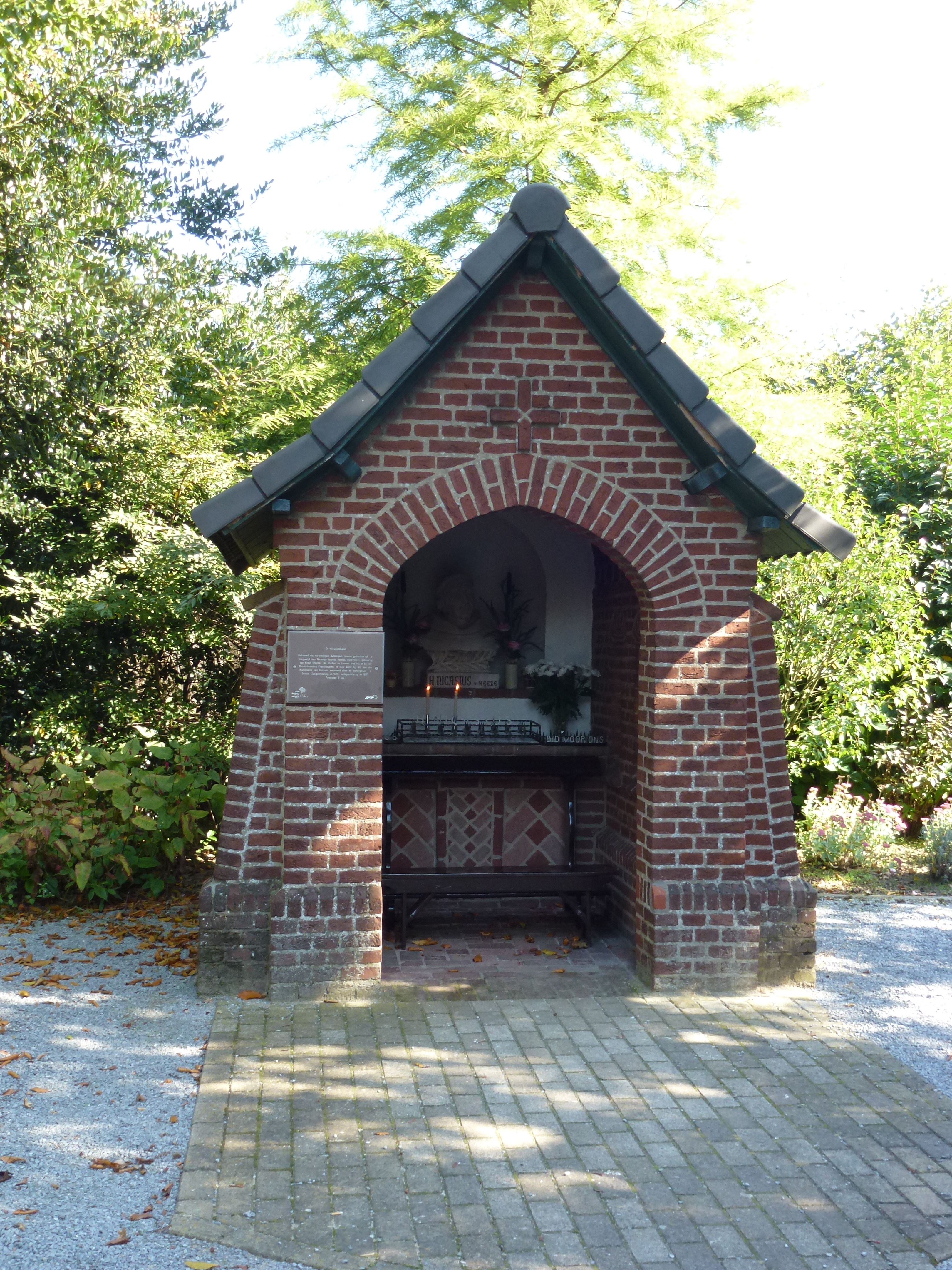
Sint-Nicasiuskapel

De Sint-Nicasiuskapel is een kapel die zich bevindt in de Noord-Brabantse plaats Heeze, in de buurtschap Kreijl, tegenover Kreijl 20.
Deze kapel is gewijd aan Nicasius van Heeze, één der Martelaren van Gorcum die hier zou zijn geboren.

## Geschiedenis
De verering voor de -in 1675 zalig verklaarde- Nicasius zou te Heeze stammen uit de eerste decennia van de 19e eeuw, maar toen de Martelaren van Gorcum in 1867 werd heilig verklaard nam de verering toe. De pastoor van Heeze kocht de mogelijke geboortegrond van Nicasius aan en het Nicasiusplekske werd door velen bezocht. Dit bleef een niet-officieel gebruik, want opvolgende pastoors zagen de gelovigen liever in hun kerk. Pas na de Tweede Wereldoorlog werd er een kapel gebouwd, op initiatief van de buurtbewoners, en vonden er officiële plechtigheden plaats.

## Gebouw
Het betreft een klein, maar betreedbaar kapelletje onder zadeldak, waarin zich het borstbeeld van de heilige bevindt en kaarsen kunnen worden gebrand. In de zijgevels werden glas-in-loodraapjes aangebracht met daarop de wapenschilden van Heeze en Noord-Brabant, en ook voorstellingen van planten en dieren uit de streek.